# Aphanolaimus minor
Aphanolaimus minor är en rundmaskart som beskrevs av Nathan Augustus Cobb 1914. Aphanolaimus minor ingår i släktet Aphanolaimus och familjen Leptolaimidae. Inga underarter finns listade i Catalogue of Life.